# Virginia Slims Circuit 1971
Il Virginia Slims Circuit 1971 è stato la prima edizione del Virginia Slims Circuit, una serie di tornei di tennis femminili, sponsorizzati dalle sigarette Virginia Slims. Prima della fondazione del circuito c'era una netta disparità tra i montepremi riservati ai tennisti e quelli riservati alle tenniste: questo diede luogo a denunce da parte di alcune delle principali giocatrici di tennis del tempo. Questo gruppo di tenniste fu chiamato Original 9, tra queste c'era anche Billie Jean King. Il gruppo fu bandito dalla United States Lawn Tennis Association (USLTA), associazione molto influente sulle decisioni in merito ai tornei di tennis, dopo il loro boicotaggio del Pacific Southwest Championships. Questo risultato portò la Virginia Slims a sponsorizzare un torneo che si sarebbe disputato nel settembre del 1970: il torneo di Houston che per questa occasione e per le altre a seguire si sarebbe chiamato Virginia Slims of Houston, un evento che gettò le basi per l'istituzione dell'annuale Virginia Slims Circuit l'anno seguente. Nel 1971 il montepremi totale dei tornei sponsorizzati dalla Virginia Slims fu di 309 100 dollari e Billie Jean King diventò la prima donna a guadagnare più di 100 000 dollari in una stagione.
Il Virginia Slims Circuit 1971 è iniziato il 6 gennaio con il Virginia Slims of San Francisco e si è concluso il 3 ottobre con la finale del Thunderbird Classic.

## Gennaio
| Settimana  | Torneo                                                                                    | Vincitrici                                  | Finaliste                         | Semifinaliste            | Semifinaliste            | Eliminate ai quarti                                               |
| ---------- | ----------------------------------------------------------------------------------------- | ------------------------------------------- | --------------------------------- | ------------------------ | ------------------------ | ----------------------------------------------------------------- |
| 6 gennaio  | BMC Invitation 1971 San Francisco, USA Cemento indoor Singolare - Doppio                  | Billie Jean King 6–3, 6–4                   | Rosie Casals                      | 3º posto                 | 4º posto                 | Françoise Dürr Kerry Melville Jane Bartkowicz Mary-Ann Eisel      |
| 6 gennaio  | BMC Invitation 1971 San Francisco, USA Cemento indoor Singolare - Doppio                  | Billie Jean King 6–3, 6–4                   | Rosie Casals                      | Ann Jones 6–4, 6–4       | Nancy Richey             | Françoise Dürr Kerry Melville Jane Bartkowicz Mary-Ann Eisel      |
| 6 gennaio  | BMC Invitation 1971 San Francisco, USA Cemento indoor Singolare - Doppio                  | Rosie Casals Billie Jean King 6–4, 6–7, 6–1 | Françoise Dürr Ann Jones          | Ann Jones 6–4, 6–4       | Nancy Richey             | Françoise Dürr Kerry Melville Jane Bartkowicz Mary-Ann Eisel      |
| 14 gennaio | WTA Long Beach 1971 Long Beach, USA Cemento indoor Singolare - Doppio                     | Billie Jean King 6–1, 6–2                   | Rosie Casals                      | Ann Jones Nancy Richey   | Ann Jones Nancy Richey   | Stephanie Johnson Valerie Ziegenfuss Denise Carter Mary-Ann Eisel |
| 14 gennaio | WTA Long Beach 1971 Long Beach, USA Cemento indoor Singolare - Doppio                     | Rosie Casals Billie Jean King 7–5, 6–3      | Françoise Dürr Ann Jones          | Ann Jones Nancy Richey   | Ann Jones Nancy Richey   | Stephanie Johnson Valerie Ziegenfuss Denise Carter Mary-Ann Eisel |
| 21 gennaio | Virginia Slims of Milwaukee 1971 Milwaukee, USA Campo indoor Singolare - Doppio           | Billie Jean King 6–1, 6–2                   | Rosie Casals                      | Ann Jones Françoise Dürr | Ann Jones Françoise Dürr | Mary-Ann Eisel Karen Krantzcke Valerie Ziegenfuss Denise Carter   |
| 21 gennaio | Virginia Slims of Milwaukee 1971 Milwaukee, USA Campo indoor Singolare - Doppio           | Rosie Casals Billie Jean King 6–3, 1–6, 6–2 | Françoise Dürr Ann Jones          | Ann Jones Françoise Dürr | Ann Jones Françoise Dürr | Mary-Ann Eisel Karen Krantzcke Valerie Ziegenfuss Denise Carter   |
| 25 gennaio | Virginia Slims of Oklahoma City 1971 Oklahoma City, USA Cemento indoor Singolare - Doppio | Billie Jean King 1–6, 7–6, 6–4              | Rosie Casals                      | Ann Jones Françoise Dürr | Ann Jones Françoise Dürr | Kerry Melville Denise Carter Tory Fretz Mary-Ann Eisel            |
| 25 gennaio | Virginia Slims of Oklahoma City 1971 Oklahoma City, USA Cemento indoor Singolare - Doppio | Rosie Casals Billie Jean King 6–7, 6–0, 7–5 | Mary-Ann Eisel Valerie Ziegenfuss | Ann Jones Françoise Dürr | Ann Jones Françoise Dürr | Kerry Melville Denise Carter Tory Fretz Mary-Ann Eisel            |

## Febbraio
| Settimana   | Torneo                                                                                | Vincitrici                             | Finaliste                | Semifinaliste                 | Eliminate ai quarti                                             |
| ----------- | ------------------------------------------------------------------------------------- | -------------------------------------- | ------------------------ | ----------------------------- | --------------------------------------------------------------- |
| 4 febbraio  | Virginia Slims of Chattanooga 1971 Chattanooga, USA Campo indoor Singolare - Doppio   | Billie Jean King 6–4, 6–1              | Ann Jones                | Françoise Dürr Kerry Melville | Jane Bartkowicz Karen Krantzcke Kristy Pigeon Rosie Casals      |
| 4 febbraio  | Virginia Slims of Chattanooga 1971 Chattanooga, USA Campo indoor Singolare - Doppio   | Rosie Casals Billie Jean King 6–4, 7–5 | Françoise Dürr Ann Jones | Françoise Dürr Kerry Melville | Jane Bartkowicz Karen Krantzcke Kristy Pigeon Rosie Casals      |
| 9 febbraio  | Virginia Slims of Philadelphia 1971 Filadelfia, USA Cemento indoor Singolare - Doppio | Rosie Casals 6–2, 3–6, 6–2             | Françoise Dürr           | Billie Jean King Ann Jones    | Tory Fretz Denise Carter Kerry Melville Judy Tegart Dalton      |
| 9 febbraio  | Virginia Slims of Philadelphia 1971 Filadelfia, USA Cemento indoor Singolare - Doppio | Rosie Casals Billie Jean King N/A      |                          | Billie Jean King Ann Jones    | Tory Fretz Denise Carter Kerry Melville Judy Tegart Dalton      |
| 15 febbraio | Virginia Slims of Fort Lauderdale 1971 Fort Lauderdale, USA Terra rossa Singolare     | Françoise Dürr 6–3, 3–6, 6–3           | Billie Jean King         | Kerry Melville Rosie Casals   | Judy Dalton Ann Jones Denise Carter Valerie Ziegenfuss          |
| 26 febbraio | Virginia Slims Nationals 1971 Winchester, USA Campo indoor Singolare - Doppio         | Billie Jean King 4–6, 6–2, 6–3         | Rosie Casals             | Ann Jones Françoise Dürr      | Judy Tegart Dalton Jane Bartkowicz Kristy Pigeon Kerry Melville |
| 26 febbraio | Virginia Slims Nationals 1971 Winchester, USA Campo indoor Singolare - Doppio         | Rosie Casals Billie Jean King 6–4, 7–5 | Françoise Dürr Ann Jones | Ann Jones Françoise Dürr      | Judy Tegart Dalton Jane Bartkowicz Kristy Pigeon Kerry Melville |

## Marzo
| Settimana | Torneo                                                                           | Vincitrici                                      | Finaliste                          | Semifinaliste                  | Semifinaliste                  | Eliminate ai quarti                                              |
| --------- | -------------------------------------------------------------------------------- | ----------------------------------------------- | ---------------------------------- | ------------------------------ | ------------------------------ | ---------------------------------------------------------------- |
| 18 marzo  | US Indoors 1971 Detroit, USA Sintetico indoor Singolare - Doppio                 | Billie Jean King 3–6, 6–1, 6–2                  | Rosie Casals                       | Ann Jones Mary-Ann Eisel       | Ann Jones Mary-Ann Eisel       | Valerie Ziegenfuss Tory Fretz Wendy Gilchrist Judy Tegart Dalton |
| 18 marzo  | US Indoors 1971 Detroit, USA Sintetico indoor Singolare - Doppio                 | Mary-Ann Eisel Valerie Ziegenfuss 2–6, 6–2, 6–3 | Judy Tegart Dalton Jane Bartkowicz | Ann Jones Mary-Ann Eisel       | Ann Jones Mary-Ann Eisel       | Valerie Ziegenfuss Tory Fretz Wendy Gilchrist Judy Tegart Dalton |
| 24 marzo  | Virginia Slims of Central New York 1971 New York, USA Sintetico indoor Singolare | Rosie Casals 6–4, 6–4                           | Billie Jean King                   | 3º posto                       | 4º posto                       | Julie Heldman Kerry Melville Cecilia Martinez Jane Bartkowicz    |
| 24 marzo  | Virginia Slims of Central New York 1971 New York, USA Sintetico indoor Singolare | Rosie Casals 6–4, 6–4                           | Billie Jean King                   | Ann Jones 6–2, 6–4             | Françoise Dürr                 | Julie Heldman Kerry Melville Cecilia Martinez Jane Bartkowicz    |
| 24 marzo  | Virginia Slims of Central New York 1971 New York, USA Sintetico indoor Singolare | Doppio non disputato                            |                                    | Ann Jones 6–2, 6–4             | Françoise Dürr                 | Julie Heldman Kerry Melville Cecilia Martinez Jane Bartkowicz    |
| 28 marzo  | Puerto Rico Open 1971 San Juan, Porto Rico Cemento Singolare - Doppio            | Ann Jones 6–4, 6–4                              | Nancy Richey                       | Mary-Ann Eisel Jane Bartkowicz | Mary-Ann Eisel Jane Bartkowicz | Denise Carter Tory Fretz Judy Tegart Dalton Rosie Casals         |
| 28 marzo  | Puerto Rico Open 1971 San Juan, Porto Rico Cemento Singolare - Doppio            | Françoise Dürr Ann Jones 7–6, 6–3               | Karen Krantzcke Kerry Melville     | Mary-Ann Eisel Jane Bartkowicz | Mary-Ann Eisel Jane Bartkowicz | Denise Carter Tory Fretz Judy Tegart Dalton Rosie Casals         |

## Aprile
| Settimana | Torneo                                                                                 | Vincitrici                                  | Finaliste                         | Semifinaliste                    | Eliminate ai quarti                                            |
| --------- | -------------------------------------------------------------------------------------- | ------------------------------------------- | --------------------------------- | -------------------------------- | -------------------------------------------------------------- |
| 5 aprile  | Eckerd Tennis Open 1971 Saint Petersburg, USA Terra rossa Singolare - Doppio           | Chris Evert 6–1, 6–2                        | Julie Heldman                     | Billie Jean King Rosie Casals    | Karen Krantzcke Judy Alvarez Kerry Melville Judy Tegart Dalton |
| 5 aprile  | Eckerd Tennis Open 1971 Saint Petersburg, USA Terra rossa Singolare - Doppio           | Françoise Dürr Ann Jones 7–6, 3–6, 6–3      | Judy Tegart Dalton Julie Heldman  | Billie Jean King Rosie Casals    | Karen Krantzcke Judy Alvarez Kerry Melville Judy Tegart Dalton |
| 12 aprile | Caesar's Palace World Pro Championships 1971 Las Vegas, USA Cemento Singolare - Doppio | Ann Jones 7–5, 6–4                          | Billie Jean King                  | Julie Heldman Judy Dalton        | Nancy Richey Françoise Dürr Mary-Ann Eisel Rosie Casals        |
| 12 aprile | Caesar's Palace World Pro Championships 1971 Las Vegas, USA Cemento Singolare - Doppio | Françoise Dürr Ann Jones 0–6, 6–2, 6–4      | Rosie Casals Billie Jean King     | Julie Heldman Judy Dalton        | Nancy Richey Françoise Dürr Mary-Ann Eisel Rosie Casals        |
| 22 aprile | San Diego Open 1971 San Diego, USA Cemento Singolare - Doppio                          | Billie Jean King 3–6, 7–5, 6–1              | Rosie Casals                      | Julie Heldman Valerie Ziegenfuss | Esme Emanuel Kerry Melville Tory Fretz Kristy Pigeon           |
| 22 aprile | San Diego Open 1971 San Diego, USA Cemento Singolare - Doppio                          | Rosie Casals Billie Jean King 6–7, 6–2, 6–3 | Françoise Dürr Judy Tegart Dalton | Julie Heldman Valerie Ziegenfuss | Esme Emanuel Kerry Melville Tory Fretz Kristy Pigeon           |

## Maggio
Nessun evento

## Giugno
Nessun evento

## Luglio
Nessun evento

## Agosto
| Settimana | Torneo                                                                          | Vincitrici                                  | Finaliste                         | Semifinaliste                 | Semifinaliste                 | Eliminate ai quarti                                         |
| --------- | ------------------------------------------------------------------------------- | ------------------------------------------- | --------------------------------- | ----------------------------- | ----------------------------- | ----------------------------------------------------------- |
| 2 agosto  | Virginia Slims of Houston 1971 Houston, USA Sintetico indoor Singolare - Doppio | Billie Jean King 6–4, 4–6, 6–1              | Kerry Melville                    | 3º posto                      | 4º posto                      | Mary-Ann Eisel Julie Heldman Françoise Dürr Rosie Casals    |
| 2 agosto  | Virginia Slims of Houston 1971 Houston, USA Sintetico indoor Singolare - Doppio | Billie Jean King 6–4, 4–6, 6–1              | Kerry Melville                    | Nancy Richey 6–3, 6–3         | Judy Tegart Dalton            | Mary-Ann Eisel Julie Heldman Françoise Dürr Rosie Casals    |
| 2 agosto  | Virginia Slims of Houston 1971 Houston, USA Sintetico indoor Singolare - Doppio | Rosie Casals Billie Jean King 6–1, 1–6, 6–2 | Judy Tegart Dalton Françoise Dürr | Nancy Richey 6–3, 6–3         | Judy Tegart Dalton            | Mary-Ann Eisel Julie Heldman Françoise Dürr Rosie Casals    |
| 16 agosto | Virginia Slims of Chicago 1971 Chicago, USA Sintetico indoor Singolare - Doppio | Françoise Dürr 6–4, 6–2                     | Billie Jean King                  | Nancy Richey Rosie Casals     | Nancy Richey Rosie Casals     | Lesley Hunt Betty Ann Hansen Judy Tegart Dalton Linda Tuero |
| 16 agosto | Virginia Slims of Chicago 1971 Chicago, USA Sintetico indoor Singolare - Doppio | Judy Tegart Dalton Françoise Dürr 6–4, 7–6  | Rosie Casals Billie Jean King     | Nancy Richey Rosie Casals     | Nancy Richey Rosie Casals     | Lesley Hunt Betty Ann Hansen Judy Tegart Dalton Linda Tuero |
| 28 agosto | Virginia Slims of Newport 1971 Newport, USA Erba Singolare - Doppio             | Kerry Melville 6–3, 6–7, 7–6                | Françoise Dürr                    | Billie Jean King Rosie Casals | Billie Jean King Rosie Casals | C. Sanberg Judy Tegart Dalton Lesley Hunt Mary-Ann Eisel    |
| 28 agosto | Virginia Slims of Newport 1971 Newport, USA Erba Singolare - Doppio             | Judy Tegart Dalton Françoise Dürr 6–2, 6–1  | Kerry Harris Kerry Melville       | Billie Jean King Rosie Casals | Billie Jean King Rosie Casals | C. Sanberg Judy Tegart Dalton Lesley Hunt Mary-Ann Eisel    |

## Settembre
| Settimana                  | Torneo                                                                              | Vincitrici                                      | Finaliste                         | Semifinaliste                      | Eliminate ai quarti                                         |
| -------------------------- | ----------------------------------------------------------------------------------- | ----------------------------------------------- | --------------------------------- | ---------------------------------- | ----------------------------------------------------------- |
| 1º settembre (2 settimane) | US Open 1971 Flushing Meadows, New York, USA Erba Singolare - Doppio - Misto        | Billie Jean King 6-4, 7-6                       | Rosemary Casals                   | Chris Evert Kerry Melville Reid    | Laura DuPont Lesley Hunt Judy Tegart Dalton Joyce Williams  |
| 1º settembre (2 settimane) | US Open 1971 Flushing Meadows, New York, USA Erba Singolare - Doppio - Misto        | Rosemary Casals Judy Tegart Dalton 6-3, 6-3     | Gail Chanfreau Françoise Dürr     | Chris Evert Kerry Melville Reid    | Laura DuPont Lesley Hunt Judy Tegart Dalton Joyce Williams  |
| 1º settembre (2 settimane) | US Open 1971 Flushing Meadows, New York, USA Erba Singolare - Doppio - Misto        | Billie Jean King Owen Davidson 6-3, 7-5         | Betty Stöve Robert Maud           | Chris Evert Kerry Melville Reid    | Laura DuPont Lesley Hunt Judy Tegart Dalton Joyce Williams  |
| 14 settembre               | Virginia Slims of Louisville 1971 Louisville, USA Cemento indoor Singolare - Doppio | Billie Jean King 6–1, 4–6, 6–3                  | Rosie Casals                      | Kerry Melville Françoise Dürr      | Lita Liem Alena Palmeova-West Helen Gourlay Margaret Cooper |
| 14 settembre               | Virginia Slims of Louisville 1971 Louisville, USA Cemento indoor Singolare - Doppio | Judy Tegart Dalton Françoise Dürr 2–6, 6–4, 6–3 | Kerry Melville Betty Stöve        | Kerry Melville Françoise Dürr      | Lita Liem Alena Palmeova-West Helen Gourlay Margaret Cooper |
| 27 settembre               | Thunderbird Classic 1971 Phoenix, USA Cemento Singolare - Doppio                    | Billie Jean King 7–5, 6–1                       | Rosie Casals                      | Kerry Melville Nancy Richey Gunter | Wendy Overton Judy Tegart Dalton Françoise Dürr Lesley Hunt |
| 27 settembre               | Thunderbird Classic 1971 Phoenix, USA Cemento Singolare - Doppio                    | Rosie Casals Billie Jean King 6–3, 6–2          | Judy Tegart Dalton Françoise Dürr | Kerry Melville Nancy Richey Gunter | Wendy Overton Judy Tegart Dalton Françoise Dürr Lesley Hunt |

## Ottobre
Nessun evento

## Novembre
Nessun evento

## Dicembre
Nessun evento